# Freier Deutscher Gewerkschaftsbund
La Freie Deutsche Gewerkschaftsbund (FDGB), conosciuta anche in italiano come Libera federazione dei sindacati tedeschi, era un'organizzazione che riuniva 15 sindacati all'interno della Zona di occupazione sovietica dal 1945 al 1949 e nella Repubblica Democratica Tedesca fino al 1990. La FDGB è stata un membro della Federazione sindacale mondiale.
Nel 1986, i principali sindacati riuniti nella federazione erano l'IG Metall (con circa due milioni di membri), il Gewerkschaft Handel, Nahrung und Genuss (1,1 milioni di iscritti), IG Bau-Holz (950 000) e la Gewerkschaft der Mitarbeiter der Staatsorgane und Kommunalwirtschaft (840 000). Il giornale ufficiale della FDGB era il Tribüne.
L'apparato sindacale era parte integrante della struttura del potere politico-ideologico esercitato dal Partito Socialista Unificato di Germania (SED) e, come tutte le altre organizzazioni di massa della RDT, era organizzato in maniera centralizzata e gerarchica. L'unità più piccola era il gruppo sindacale (Gewerkschaftsgruppe), che comprendeva lo staff, i leader di governo ed i funzionari del partito di un determinato settore lavorativo. Gli amministratori delegati venivano eletti a votazione dal gruppo sindacale e nominati come funzionari del FDGB al livello più basso.

## Storia

### Fondazione
La FDGB venne fondata il 18 marzo 1945 ad Aquisgrana, alcune settimane prima della fine della seconda guerra mondiale, e fu presieduta da Mathias Wilms. Tre mesi dopo, il nuovo sindacato aveva circa 1 300 iscritti e cinque associazioni locali nella regione. Tuttavia, poiché gli alleati occidentali accettavano solamente le associazioni industriali e non i sindacati unificati, la FDGB non poté insediarsi nelle zone di occupazione occidentali.

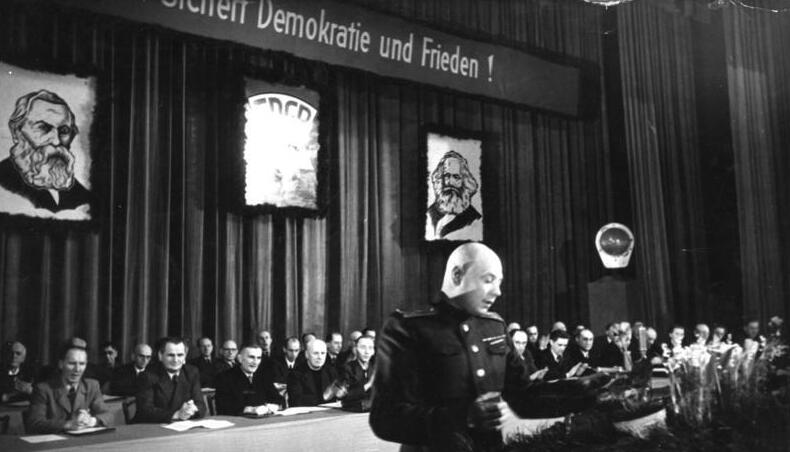
Foto del 1946 del primo congresso della FDGB con in primo piano il direttore dell'amministrazione propaganda nella SMAD Sergej Ivanovič Tjul’panov.

La formazione dei "sindacati liberi" nel territorio della Zona di occupazione sovietica venne approvata il 10 giugno 1945 dall'Ordine n. 2 dell'Amministrazione militare sovietica in Germania (SMAD). Già a partire dal 2 giugno, i rappresentanti del movimento sindacale furono incaricati di formare un sindacato unificato. Il 13 giugno, per iniziativa del gruppo Ulbricht, venne costituito il Comitato sindacale preparatorio per la Grande Berlino (Vorbereitende Gewerkschaftsausschuss für Groß-Berlin VGfG-B) che ebbe un ruolo significativo prima nello sviluppo della FDGB Groß-Berlin (divenuta in seguito un'organizzazione indipendente a causa dell'occupazione di Berlino dalle quattro potenze vincitrici) e poi nella stessa FDGB e le sue associazioni distrettuali.
Nell'agosto del 1945, il gruppo Ulbricht respinse in un seminario la richiesta della neutralità politica-partitica di un sindacato unificato, definendola come "un'espressione della paura di certi circoli del potere unificatore della classe operaia". Nelle elezioni per i delegati della Grande Berlino alla fine del 1945, il Partito Comunista ottenne 312 voti, il Partito Socialdemocratico 226 e l'Unione Cristiano-Democratica 3, mentre gli indipendenti 17. I rappresentanti sindacali si spostarono velocemente verso le posizioni più importanti all'interno delle amministrazioni locali, regionali e centralizzate prendendo anche un terzo dei seggi nella Camera di commercio e industria. L'unificazione dei sindacati nazionali nel dopoguerra venne completata con il primo congresso del FDGB, che ebbe luogo dal 9 all'11 febbraio 1946.
Nell'agosto del 1945, i tentativi della SMAD di subordinare in maniera rigorosa i consigli di fabbrica ai sindacati in modo da poter limitare i diritti politici ed economici e per ottenere un controllo centrale sul lavoro si rivelarono un fallimento. Ciò è stato possibile soltanto in una determinata situazione nella politica estera e interna tra il 1947 e il 1948, attraverso la creazione della direzione sindacale del FDGB delle società controllate dalla SED. Alla conferenza di Bitterfeld nell'autunno del 1948, i comitati aziendali furono di fatto sciolti e trasferiti alla direzione del sindacato aziendale. Nello stesso anno, l'Opposizione Sindacale Indipendente (Unabhängige Gewerkschaftsopposition, UGO), il gruppo di opposizione più forte fino a quel momento all'interno del FDGB, si separò dal sindacato unificato. L'UGO era stata ammessa come organizzazione professionale separata nei confronti dell'Occidente.
Dal 1946 al 1948 vi furono 9 conferenze interzona tedesche organizzate dalla Federazione sindacale mondiale, dove vennero trovati degli accordi sulle questioni centrali. Tra le tematiche affrontate, vi furono quella della denazificazione, della panificazione economica e delle riforme agrarie. Dall'agosto 1948, tuttavia, non furono organizzate altre conferenze interzona a causa degli sviluppi politici, come la guerra fredda, ma anche per grandi divergenze di pensiero.
I primi membri ricevettero delle tessere associative per l'apposizione dei timbri per la contribuzione settimanale. Queste carte pieghevoli duravano inizialmente soltanto per 18 mesi - quindi 96 settimane. Sul retro di queste carte, veniva registrata anche l'eventuale appartenenza a un'organizzazione sindacale precedente al 1933. Fin dall'inizio l'obiettivo della FDGB era quello di ottenere i diritti di partecipazione nelle aziende e nelle amministrazioni per garantire la rappresentanza degli interessi per i suoi membri.

### DopoDie Wende
L'ultimo presidente della FDGB è stato Harry Tisch, licenziato dal suo incarico nel 1989 ed espulso dalla federazione.
Nel marzo del 1990, la FDGB venne registrata per l'elezione parlamentare del 1990, ma non fu ammessa dalla Commissione elettorale.
Il 30 settembre 1990 - poco prima della riunificazione tedesca - la FDGB venne sciolta ed i singoli sindacati orientali aderirono alla loro controparte occidentale Deutscher Gewerkschaftsbund fino al 1991.

## Organizzazione

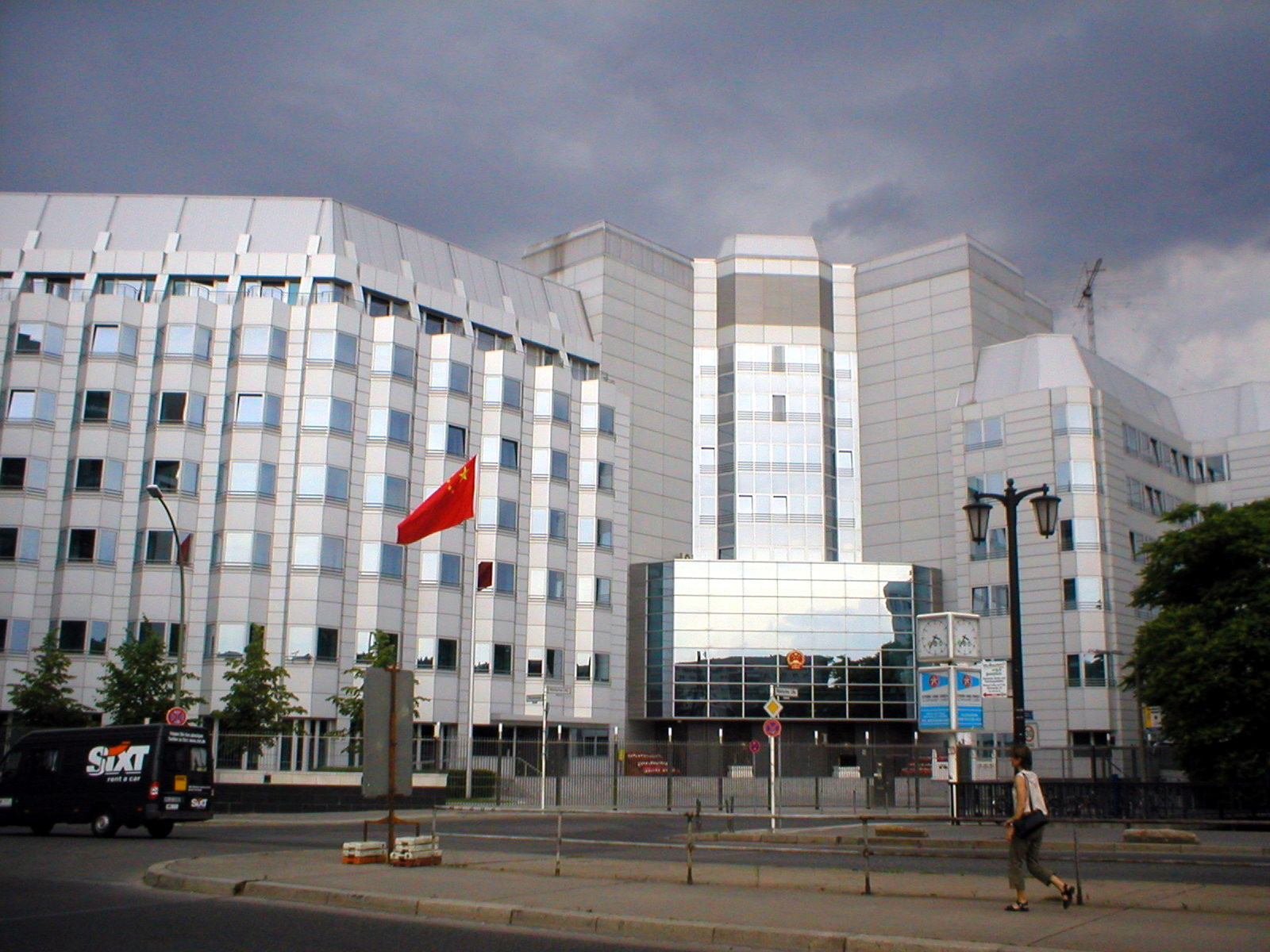
Sede a Märkisches Ufer 54 dell'ufficio esecutivo federale della FDGB dal 1988 (ora edificio dell'ambasciata cinese a Berlino)

I funzionari superiori, il capo sindacale dipartimentale (Abteilungsgewerkschaftsleiter, AGL) e il capo della direzione centrale delle organizzazioni imprenditoriali (Betriebsgewerkschaftsleitung, BGL) in kombinat erano di solito membri fedeli alla linea del SED, in alcuni casi erano iscritti anche ai partiti del Fronte Nazionale. Il presidente del presidium della FDGB più influente è stato Harry Tisch, membro del Politburo della SED ed in carica dalla morte di Herbert Warnke nel 1975 fino ai cambiamenti politici del 1989. Johanna Töpfer è stata invece il vice presidente dell'esecutivo federale dal 1976 al 1989, nonché membro del Comitato centrale della SED.
Da quel momento in poi, il capo del distretto FDGB di Berlino Annelis Kimmel divenne anche il presidente federale. Il primo febbraio 1990, Helga Mausch (NDPD) venne eletta presidente del comitato esecutivo della FDGB ma fu disimpegnata nel maggio 1990.
L'organo più alto corrispondeva al Congresso della FDGB il cui l'ultimo incontro regolare è stato l'XI dell'aprile 1987. La sede del Comitato esecutivo federale è stata la Taut-Haus fino alla fine degli anni ottanta, quando venne trasferita in un nuovo edificio al ponte Jannowitz a Mitte dove attualmente è situata l'ambasciata cinese.
La FDGB aveva una scuola sindacale intitolata a Fritz Heckert situata a Bernau bei Berlin.

## Funzioni
Tra le varie funzioni della FDGB vi erano non solo quella di attività ideologica all'interno delle aziende, ma anche quella di fornire le mense e assegnare i posti per i campi di vacanza, nonché per le visite agli ospedali, premi, bonus e cure.

### Funzioni principali
Il compito principale della FDGB era quello di controllare l'effettiva attuazione dei piani quinquennali. I sindacati del FDGB non erano propriamente i rappresentanti dei lavoratori all'interno della direzione di un'azienda, poiché nella RDT non esisteva ufficialmente il contrasto tra i datori di lavoro e la manodopera.
La FDGB era anche responsabile, oltre che per gli operai e dipendenti, anche per la previdenza sociale. Inoltre, garantiva tramite le fakulte una tutela legale facoltativa e una responsabilità giuridica per i dipendenti del trasporto pubblico.

### Servizi per le vacanze
Il servizio vacanze della FDGB (FDGB-Feriendienst) è stato il più grande fornitore di viaggi feriali nel turismo nella RDT e ha mantenuto numerose case vacanza e villaggi turistici di sua proprietà, come il villaggio turistico FDGB del 1962 aperto a Müritz. La FDGB ha anche ospitato navi turistiche come la Fritz Heckert, Völkerfreundschaft e dal 1985 la moderna Arkona (ex Astor). I turisti della FDGB potevano soggiornare in hotel come l'Hotel Neptun sulla spiaggia di Warnemünde.

### Sport
La FDGB controllava direttamente o indirettamente diverse società sportive e inoltre associava il suo nome alla coppa calcistica della Germania Est, denominata appunto FDGB Pokal.

## Membri
Ufficialmente l'iscrizione alla FDGB, dal costo di un marco della RDT, era su base volontaria, ma per un lavoratore era difficile il non appartenervi. Le quote associative venivano stabilite in base al salario lordo, quest'ultimo pagato inizialmente su base settimanale e successivamente mensile. Venivano inoltre assegnate delle borse di studio di base per studenti, pensioni (integrative e per malattia) oltre a indennizzi. Le varie classi di contribuzione venivano definite nel regolamento annuale sui contributi adeguati.
Nel 1986, il 98% di tutti i lavoratori e i dipendenti erano iscritti alla FDGB e contava un totale di 9,6 milioni di membri, nominalmente una delle più grandi federazioni sindacali al mondo. La FDGB era quindi la più grande "organizzazione sociale" della RDT e costituiva con 68 deputati la seconda frazione più forte nella Camera del popolo dopo il SED. I membri della FDGB potevano beneficiare di vari sconti, come la riduzione delle tariffe presso la Deutsche Reichsbahn in occasione di viaggi verso destinazioni di vacanza tramite la FDGB e simili. Fino agli anni cinquanta veniva pagato il sussidio di morte, il cui ammontare dipendeva dai contributi versati. Indipendentemente dalla durata di un abbonamento, veniva comunque pagata un'indennità in caso di morte per incidente sul lavoro. Inoltre venne assegnata una cassa di aiuto reciproco e in casi di difficoltà venivano pagati degli occasionali aiuti finanziari o prestiti privi di interessi.

## Libretto sociale (dal 1980)
Il libretto sociale conteneva a pagina 3 i dati personali del membro come nome e data di nascita. Nella pagina successiva veniva riportata l'adesione ininterrotta ad un'organizzazione sindacale riconosciuta prima del 1933, seguita dall'adesione al FDGB. Le pagine 5, 6 e 7 indicavano i ruoli all'interno dell'organizzazione. A pagina 9, venivano elencati a partire dal 1949 i contributi versati, con una colonna per gli aggiornamenti annuali. Le pagine dalla 10 alla 29 fornivano lo spazio per le marche da bollo mensili, ma ognuna lasciava una parte ai timbri di solidarietà che mostravano l'importo pagato. Alla fine della pagina vi era un'area per la timbratura e la firma di controllo del libro.
Annualmente venivano realizzati il primo maggio degli speciali francobolli con l'importo già pagato. A pagina 36 vi era lo spazio per i premi e gli onori del sindacato, nelle pagine 37-39 si trovavano invece le informazioni per la visita alle scuole sindacali. A pagina 40 veniva attestata la partecipazione alle elezioni sindacali all'interno dell'organizzazione di base, a pagina 41 la partecipazione alle conferenze delegate dei consigli di amministrazione della FDGB e dell'IG/Gew. Le pagine 42 e 43 prevedevano la registrazione dei "benefici sindacali" come l'indennità per malattia mentre a pagina 44 e 45 vi erano quelli delle vacanze, cure termali, altri sussidi sociali, premi onorari e per i molti anni di iscrizione. Venivano elencate per esempio le date di viaggio e il resort. A pagina 46 era prevista l'identificazione di supporti regolari mentre alle pagine 47-48 vi erano i timbri per la riduzione delle tariffe della Deutschen Reichsbahn e dei viaggi feriali. Come nota a piè di pagina vi era l'indicazione di mostrare il libretto al controllo dei biglietti.

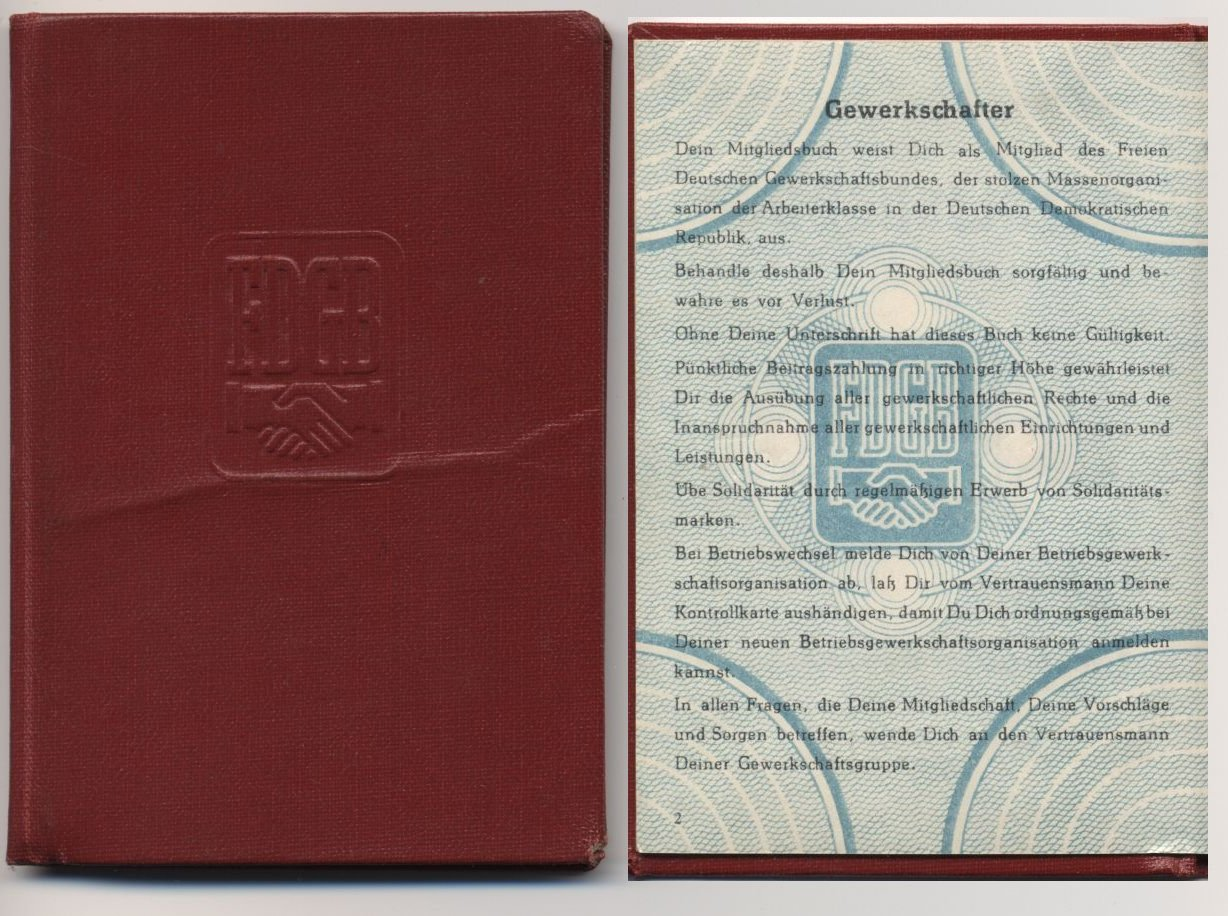
Libretto sociale del FDGB.
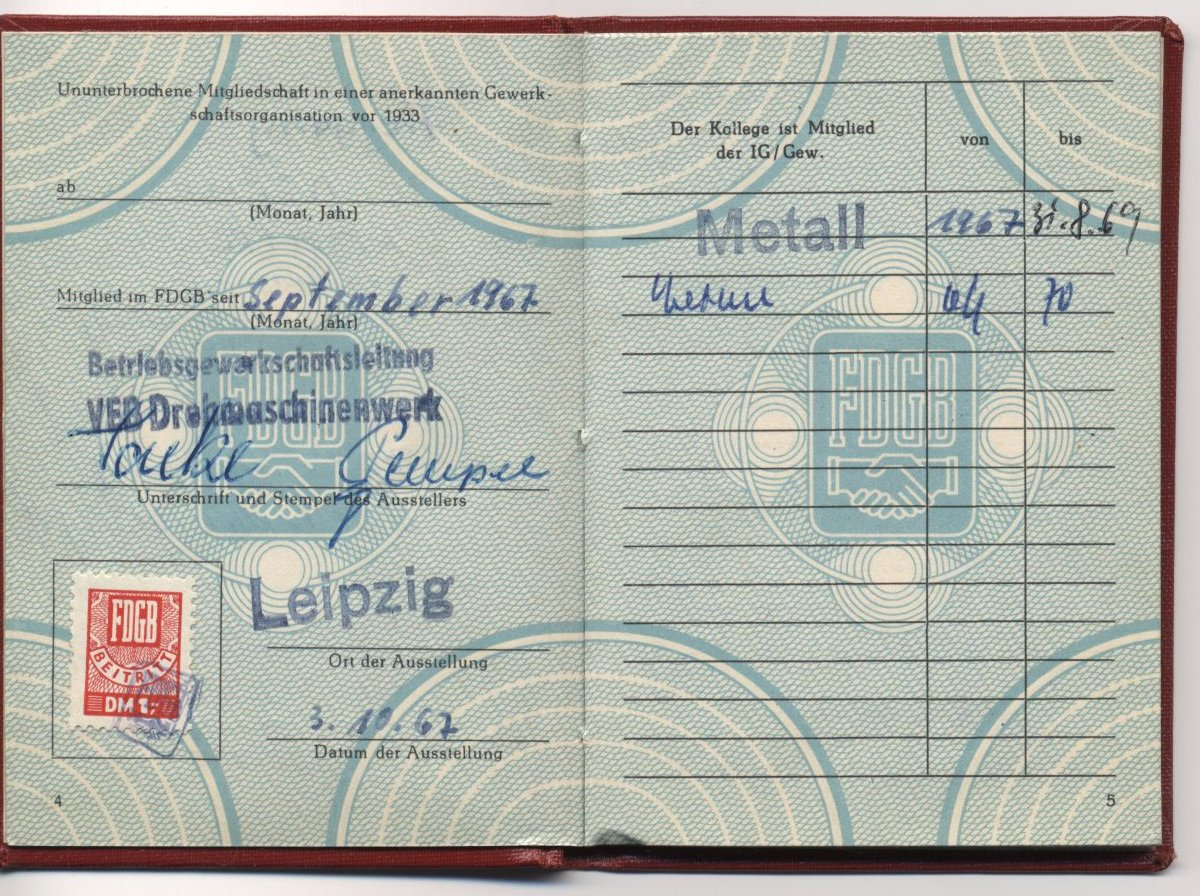
Dati per l'emissione del libretto.
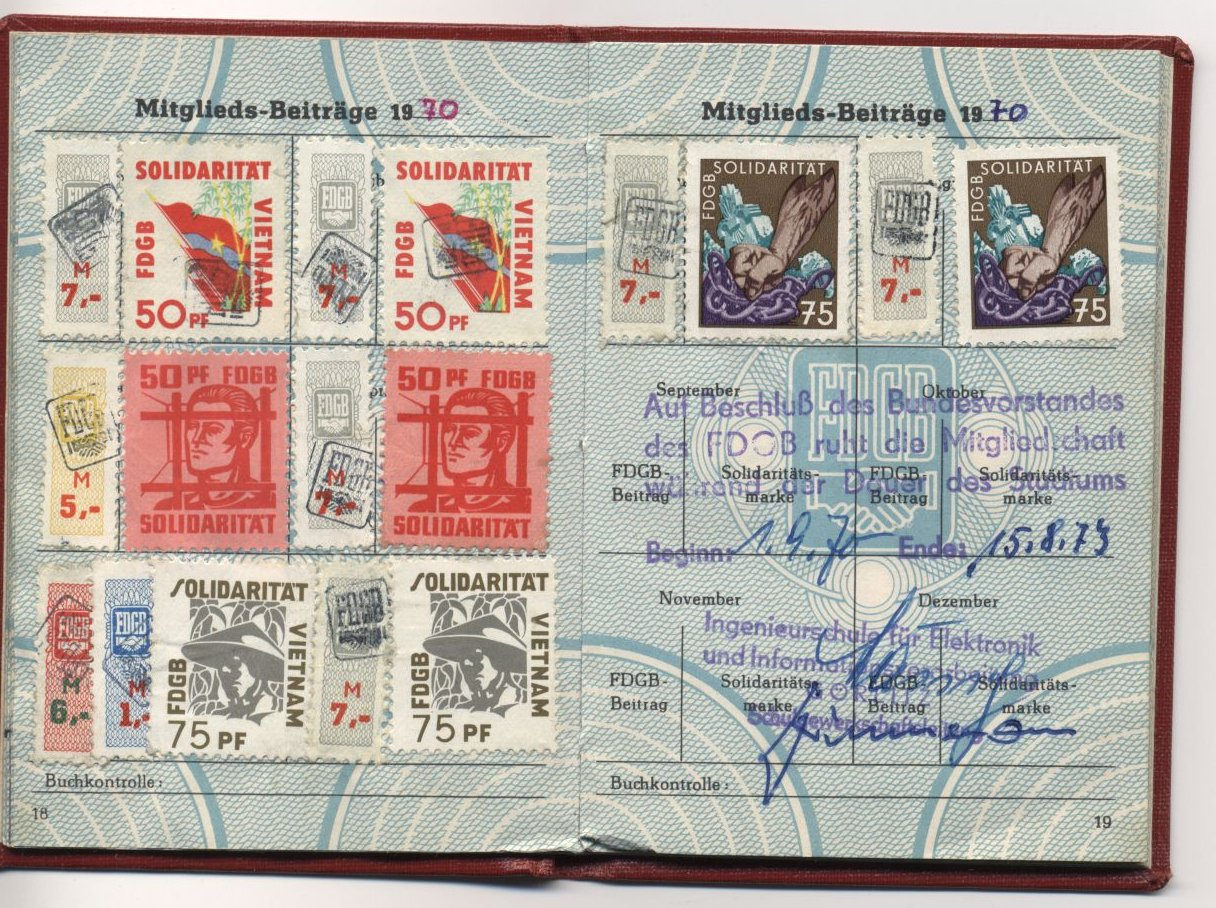
Francobolli di contributo.
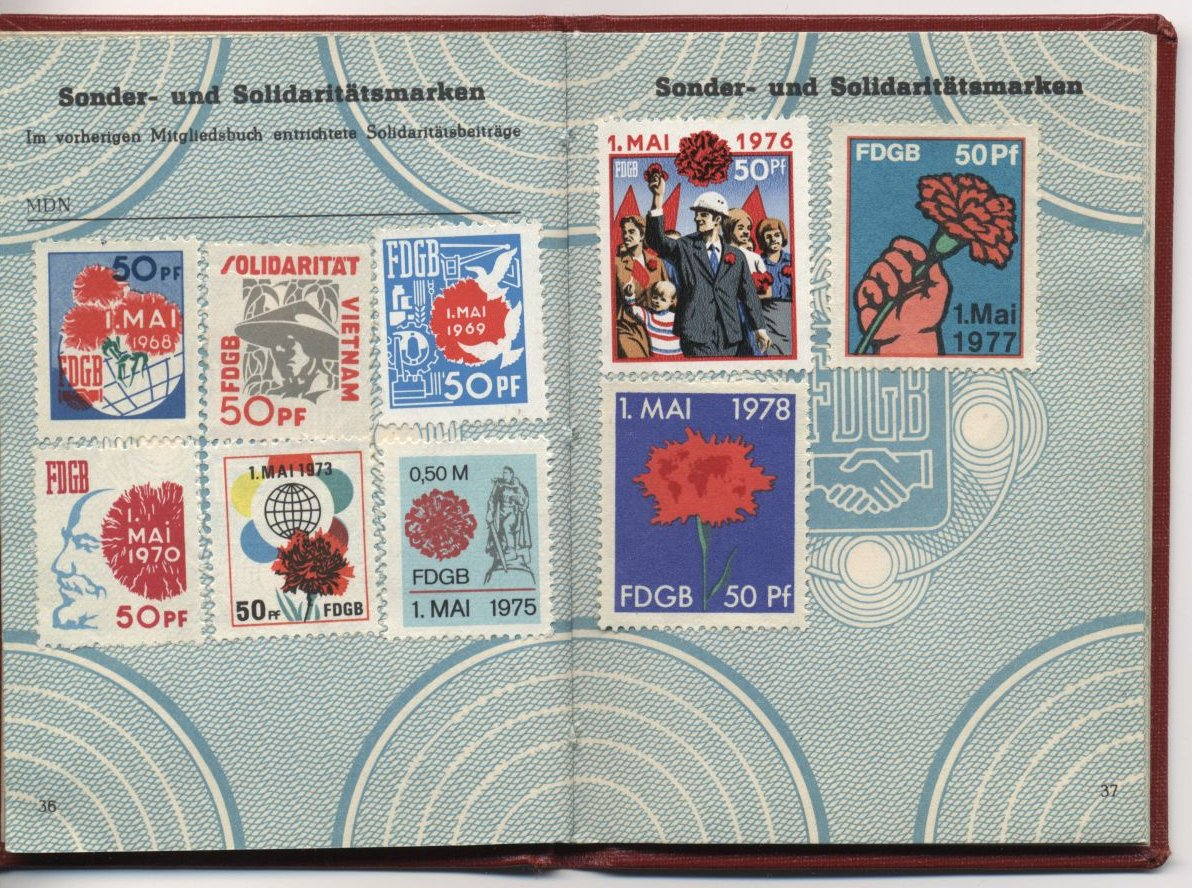
Francobolli speciali e di solidarietà.

## Congressi del FDGB
- I Congresso - 9–11 febbraio 1946 (costitutivo)
- II Congresso - 17–19 aprile 1947
- III Congresso - 30 agosto – 3 settembre 1950
- IV Congresso - 15–20 giugno 1955
- V Congresso - 26–31 ottobre 1959
- VI Congresso - 19–23 novembre 1963
- VII Congresso - 6–10 maggio 1968
- VIII Congresso - 26–30 giugno 1972
- IX Congresso - 16–19 maggio 1977
- X Congresso - 21–24 aprile 1982
- XI Congresso - 22–25 aprile 1987
- XII Congresso - 31 gennaio – 1 febbraio 1990 (straordinario)
- XIII Congresso - 14 Settembre 1990 (scioglimento della FDGB)